# Campillo de Aragón
Campillo de Aragón (aragónul Campiello d'Aragón) település Spanyolországban,  Zaragoza tartományban. Campillo de Aragón Calmarza, Jaraba, Ibdes, Monterde, Cimballa, Fuentelsaz és Milmarcos községekkel határos. Lakosainak száma 112 fő (2024).

## Népesség
A település népessége az utóbbi években az alábbiak szerint változott:
| Lakosok száma | 183  | 173  | 168  | 158  | 152  | 153  | 155  | 147  | 127  | 112  |
|               | 2001 | 2004 | 2007 | 2009 | 2012 | 2014 | 2017 | 2019 | 2022 | 2024 |